# Mathieu Désirat
Mathieu Désirat, né le 27 juin 1774 à Auch, est un militaire français de la Révolution et de l'Empire, mort à la tête de son régiment à la bataille de la Moskova le 7 septembre 1812 à Borodino (Russie).

## État des services
Mathieu Désirat entre en service le 1er avril 1791, comme soldat au 18e régiment de dragons et passe brigadier-fourrier le 3 avril 1794 et maréchal-des-logis le 20 avril suivant. 
Il fait avec son régiment les campagnes de 1793 à l'an V, notamment la campagne d'Italie. En l'an VI, il part avec l'armée d'Égypte, et il y reste jusqu'en l’an IX (1801). Il est promu maréchal-des-logis-chef le 19 octobre 1798 et adjudant-sous-officier le 21 août 1799. Blessé à la bataille (terrestre) d'Aboukir le 25 juillet 1799, il est promu sous-lieutenant le 23 juin 1800, puis lieutenant le 8 mars 1801 et capitaine le 19 août suivant. 
Après son retour en France, il est nommé adjudant-major le 20 juin 1802 et affecté pendant les deux années suivantes à l’armée des Côtes de l’Océan. Son régiment participe ensuite aux campagnes de 1805 et 1806 en Autriche et en Prusse. Le 13 septembre 1806, Mathieu Désirat passe, en conservant son grade, dans le Régiment de dragons de la Garde impériale avec lequel il fait les campagnes de Pologne (1807), où il est promu chef d'escadron le 8 juillet, et d'Espagne (1808).
Il est nommé colonel du 11e régiment de chasseurs à cheval le 16 mars 1809 et fait à la tête de son régiment la campagne de cette année en Autriche où, nommé baron de l'Empire le 15 août 1810, il fait la campagne de 1812 en Russie, où il est tué à la Moskova.

## Distinctions
- Il est décoré de la Légion d'honneur le 14 juin 1804.
- Il est promu officier de la Légion d'honneur le 10 juin 1809.

## Armoiries
| Armoiries | Nom du chevalier et blasonnement |
| --------- | --- |
|           | Chevalier Mathieu Désirat, lettres patentes du 20 août 1808. D'or à la fasce de gueules chargée du signe des chevaliers, accompagnée en chef d'un sabre et d'un mousqueton de dragons chargés d'un casque de même ; le tout de sable et en pointe d'un dattier terrassé et accosté d'un dromadaire, le tout aussi de sable. Livrées : rouge, jaune et noir nuancé. |

| Figure | Nom du baron et blasonnement |
| ------ | --- |
|        | Baron Mathieu Désirat, lettres patentes du 30 juillet 1810 Écartelé, au premier d'or au chameau contourné arrêté de sable, soutenu du même, au deuxième des barons tirés de l'armée ; au troisième d'azur à deux chevrons l'un sur l'autre d'argent ; au quatrième d'or au palmier terrassé de sinople. Livrées : les couleurs de l'écu ; le verd en bordure seulement. |

## Sources
- Historique du 11 régiment de chasseurs à cheval qui comporte la reproduction d'un tableau représentant la mort du colonel Désirat à la bataille de la Moskova lire en ligne.
- « Cote LH/749/72 », base Léonore, ministère français de la Culture (Les pièces justificatives concernant le colonel Désirat sont les pièces no 2 et 3, les autres font référence à un homonyme.)
- « La noblesse d’Empire » (consulté le 5 janvier 2019)